# Arquettes-en-Val
Arquettes-en-Val (okzitanisch Arquetas) ist eine französische Gemeinde mit 79 Einwohnern (Stand 1. Januar 2022) im Département Aude in der Region Okzitanien. Sie gehört zum Arrondissement Carcassonne und zum Kanton La Montagne d’Alaric.

## Nachbargemeinden
Nachbargemeinden von Arquettes-en-Val sind Fajac-en-Val im Norden, Val-de-Dagne mit Pradelles-en-Val im Nordosten, Serviès-en-Val im Südosten und Villetrituols im Westen.

## Bevölkerungsentwicklung
| Jahr      | 1962 | 1968 | 1975 | 1982 | 1990 | 1999 | 2013 |
| Einwohner | 172  | 148  | 114  | 118  | 111  | 96   | 84   |

## Persönlichkeiten
- Olivier de Termes (um 1200–1274), Seigneur d’Arquettes-en-Val